# Seis Naciones Femenino 2009
El Seis Naciones Femenino de 2009 fue la decimocuarta edición del principal torneo de rugby femenino europeo.

## Participantes
- Escocia
- Francia
- Gales
- Inglaterra
- Irlanda
- Italia

## Clasificación
| Pos. | País       | Partidos | Partidos | Partidos  | Partidos | Anotación | Anotación | Anotación  | Puntos |
| Pos. | País       | Jugados  | Ganados  | Empatados | Perdidos | A favor   | En contra | Diferencia | Puntos |
| ---- | ---------- | -------- | -------- | --------- | -------- | --------- | --------- | ---------- | ------ |
| 1    | Inglaterra | 5        | 4        | 0         | 1        | 237       | 52        | +185       | 8      |
| 2    | Gales      | 5        | 4        | 0         | 1        | 94        | 69        | +25        | 8      |
| 3    | Irlanda    | 5        | 3        | 0         | 2        | 88        | 64        | +24        | 6      |
| 4    | Francia    | 5        | 3        | 0         | 2        | 78        | 86        | -8         | 6      |
| 5    | Escocia    | 5        | 1        | 0         | 4        | 38        | 161       | -123       | 2      |
| 6    | Italia     | 5        | 0        | 0         | 5        | 57        | 160       | -103       | 0      |

## Resultados
| 6 de febrero | Irlanda | 7 - 5 | Francia |  |  |

| 7 de febrero | Inglaterra | 69 - 13 | Italia |  |  |

| 8 de febrero | Escocia | 10 - 31 | Gales |  |  |

| 14 de febrero | Italia | 17 - 35 | Irlanda |  |  |

| 14 de febrero | Gales | 16 - 15 | Inglaterra |  |  |

| 15 de febrero | Francia | 25 - 12 | Escocia |  |  |

| 27 de febrero | Irlanda | 13 - 29 | Inglaterra |  |  |

| 27 de febrero | Francia | 27 - 5 | Gales |  |  |

| 28 de febrero | Escocia | 13 - 10 | Italia |  |  |

| 13 de marzo | Escocia | 0 - 23 | Irlanda |  |  |

| 15 de marzo | Inglaterra | 52 - 7 | Francia |  |  |

| 15 de marzo | Italia | 7 - 29 | Gales |  |  |

| 21 de marzo | Inglaterra | 72 - 3 | Escocia |  |  |

| 21 de marzo | Gales | 13 - 10 | Irlanda |  |  |

| 22 de marzo | Italia | 10 - 14 | Francia |  |  |

| Bandera de Inglaterra |
| Campeón Inglaterra    |
| Décimo título         |